# Mandapam
Mandapam (Tamil மண்டபம்) ist eine Stadt mit etwa 18.000 Einwohnern im Distrikt Ramanathapuram des indischen Bundesstaates Tamil Nadu.

## Lage
Mandapam liegt im südöstlichen Teil Tamil Nadus. Unmittelbar östlich des Stadtgebietes verbinden die beiden über 2 km langen Pamban-Brücken (Eisenbahn und Straße) das indische Festland mit der Insel Pamban, deren Hauptstadt Rameswaram einer der heiligsten Orte des Hinduismus ist.

## Bevölkerung
| Jahr      | 1991   | 2001   | 2011   | 2021  |
| Einwohner | 19.935 | 16.343 | 18.427 | k. A. |

Ungefähr 64,5 % der Einwohner sind Hindus, ca. 27,5 % sind Moslems und ca. 7,5 % sind Christen.